# Jordan Brown (Fußballspieler)
Jordan Jeremiah Brown (* 12. November 1991 in Hamburg) ist ein deutsch-jamaikanischer Fußballspieler.

## Karriere
Jordan Brown wurde als Sohn einer Deutschen und eines Jamaikaners in Hamburg geboren.
Er erlernte das Fußballspielen in den Jugendabteilungen diverser Hamburger Amateurvereine, ehe er 2004 in die Jugendabteilung des SC Concordia von 1907 und 2008 zu Eintracht Norderstedt wechselte, wo ihm zwei Saisons später der Sprung in die erste Mannschaft gelang. Nach der Saison 2010/2011 wurde Brown vom Hamburger SV verpflichtet und er unterschrieb einen Zweijahresvertrag für die zweite Mannschaft in der Regionalliga Nord. Zwei Jahre später wechselte Brown zum Schweizer Zweitligisten FC Wil, bei dem er am 21. Juli 2013 zu seinem Profidebüt in der Challenge League kam.
Im Januar 2015 wurde Brown vom Schweizer Rekordmeister Grasshopper Club Zürich verpflichtet, wo er am 21. Februar beim 0:2 gegen den Stadtrivalen FC Zürich sein Debüt in der Raiffeisen Super League, der höchsten Schweizer Spielklasse, gab. Nach Ablauf seiner Leihe zum FC Wohlen wurde er vereinslos. Im September 2016 kehrte er zur Eintracht Norderstedt zurück und spielt seitdem wieder in der deutschen Regionalliga. Mit dem Verein gewann er 2017 den Oddset-Pokal des Hamburger Fußballverbands.